# Минчо Цачов
Хаджи Минчо Цачов (неизв. – 1855) е български предприемач, родом от Дряново, преселил се в Търново.
Натрупал състояние като ковчежник (тур. sandık emini – сандък-емини) и от откуп на османски десятък: ошур (върху зърнени храни), беглик (върху добитъка) и пр. Става хаджия, заедно с Пандели Кисимов и баща му, през 1844 г
Убит е от 2 арнаути хамамджии в търновските лозя по поръчка на турски управници, за да му заграбят имуществото и имотите. Убийството му е възпято в песен. Оставя поне дъщеря на име Пенка.